# Confesiones de un consumidor de opio inglés
Confesiones de un consumidor de opio inglés (1821) es un relato autobiográfico escrito por Thomas de Quincey, sobre su adicción al láudano y su efecto en su vida. Las Confesiones fue "la primera obra importante que publicó De Quincey y la que le valió la fama casi de la noche a la mañana". 
Publicado por primera vez de forma anónima en septiembre y octubre de 1821 en The London Magazine,  las Confesiones se publicaron en forma de libro en 1822, y nuevamente en 1856, en una edición revisada por De Quincey.

## Sinopsis
Como se publicó originalmente,  el relato de De Quincey se organizó en dos partes: 
- La Parte I parte comienza con una nota "Al lector", con el fin de establecer el marco narrativo: "Le presento aquí, cortés lector, el registro de un período notable de mi vida...". Le sigue el texto sustancial. de la Parte I,
  - Confesiones preliminares, dedicada a la infancia y juventud del autor, y concentrada en los factores emocionales y psicológicos que subyacen a las experiencias posteriores con el opio, especialmente el período de su adolescencia en que De Quincey pasó como un fugitivo sin hogar en Oxford Street en Londres en 1802 y 1803. .
- La Parte II se divide en varias secciones:
  - Una introducción relativamente breve y un pasaje de conexión, seguido de
  - Los placeres del opio, que analiza la fase temprana y en gran medida positiva de la experiencia del autor con la droga, desde 1804 hasta 1812;
  - Introducción a los Dolores del Opio, que ofrece una segunda entrega de autobiografía, que lleva a De Quincey desde la juventud hasta la madurez; y
  - Los dolores del opio, que relata lo extremo de la experiencia del autor con el opio (hasta ese momento), con insomnio, pesadillas, visiones aterradoras y síntomas físicos difíciles.
- Otro "Aviso al Lector" intenta aclarar la cronología del conjunto.

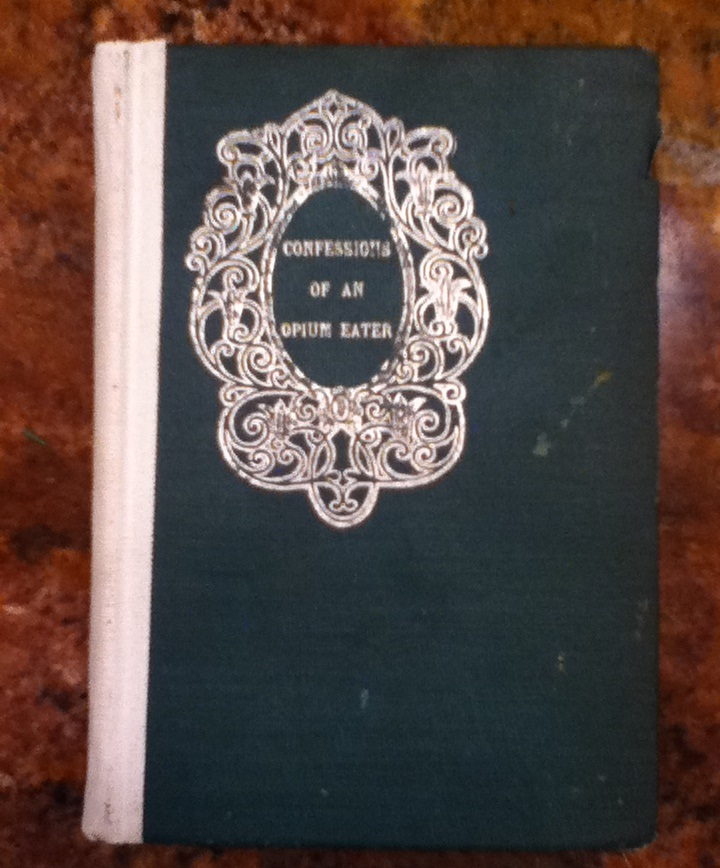
La portada del libro de Thomas De Quincey, Confesiones de un consumidor de opio. Esta versión fue publicada por Mershon Company en 1898.

Aunque más tarde De Quincey fue criticado por prestar demasiada atención al placer del opio y no la suficiente a los duros aspectos negativos de la adicción, Los dolores del opio es, de hecho, significativamente más largo que Los placeres . Sin embargo, incluso cuando intenta transmitir verdades más oscuras, el lenguaje de De Quincey puede parecer seducido por la naturaleza convincente de la experiencia del opio:

El sentido del espacio y, al final, el sentido del tiempo, se vieron poderosamente afectados. Edificios, paisajes, etc. se exhibieron en proporciones tan vastas que el ojo corporal no está capacitado para concebirlas. El espacio creció y se amplificó hasta un punto de indescriptible infinitud. Esto, sin embargo, no me inquietó tanto como la enorme expansión del tiempo; A veces me parecía haber vivido 70 o 100 años en una noche; es más, a veces tenía sentimientos representativos de un milenio transcurrido en ese tiempo, o, sin embargo, de una duración mucho más allá de los límites de cualquier experiencia humana.

## Estilo

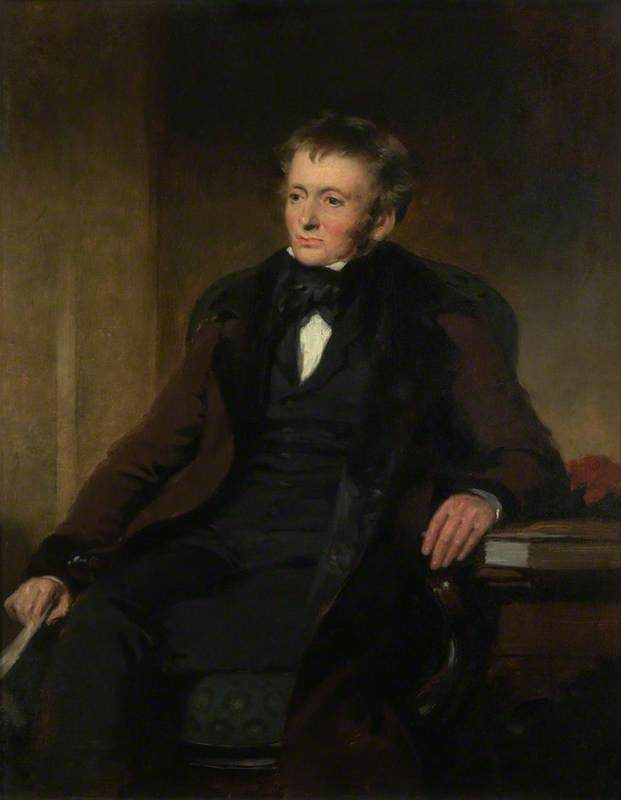
Thomas De Quincey, c. 1846

Desde su primera aparición, el estilo literario de las Confesiones atrajo atención y comentarios. De Quincey conocía bien la literatura inglesa de los siglos XVI y XVII y asimiló influencias y modelos de Sir Thomas Browne y otros escritores. Posiblemente el pasaje más famoso y citado con frecuencia de las Confesiones es el apóstrofe al opio en el último párrafo de Los placeres :

¡Oh! ¡Opio justo, sutil y poderoso! que a los corazones de pobres y ricos por igual, por las heridas que nunca sanarán y por 'los dolores que tientan al espíritu a rebelarse', traiga un bálsamo tranquilizador; ¡opio elocuente! que con tu potente retórica robas los propósitos de la ira; y al culpable, porque una noche le devolvió las esperanzas de su juventud, y las manos lavadas puras de sangre...

De Quincey modeló este pasaje basándose en el apóstrofe "¡Oh Muerte elocuente, justa y poderosa!" en Historia del mundo de Sir Walter Raleigh . 
Anteriormente, en Los placeres del opio, De Quincey describe los largos paseos que daba por las calles de Londres bajo los efectos de la droga:

Algunos de estos paseos me llevaron a grandes distancias; porque un consumidor de opio está demasiado feliz de observar los movimientos del tiempo. Y a veces, en mis intentos de regresar a casa, siguiendo principios náuticos, fijando la vista en la estrella polar y buscando ambiciosamente un paso hacia el noroeste, en lugar de circunnavegar todos los cabos y promontorios que había duplicado en mi viaje de ida, De repente me encontré con problemas de callejones tan enredados, entradas tan enigmáticas y enigmas de calles sin vías de tránsito como una esfinge, que, en mi opinión, deben desconcertar la audacia de los porteadores y confundir el intelecto de los cocheros de alquiler.

Las Confesiones representan el esfuerzo inicial de De Quincey por escribir lo que llamó "prosa apasionada", esfuerzo que luego retomaría en Suspiria de Profundis (1845) y The English Mail-Coach (1849).

## Revisión de 1856
A principios de la década de 1850, De Quincey preparó la primera edición completa de sus obras para el editor James Hogg . Para esa edición, emprendió una revisión a gran escala de las Confesiones, duplicando con creces la extensión de la obra. En particular, amplió la sección inicial sobre sus antecedentes personales, hasta que consumió más de dos tercios del total. Sin embargo, le dio al libro "un comienzo mucho más débil" y le restó valor al original con digresiones e inconsistencias; "El veredicto de la mayoría de los críticos es que la versión anterior es artísticamente superior". 
"Sin duda, De Quincey arruinó su obra maestra al revisarla... cualquiera que compare las dos preferirá el vigor y la tensión incansables de la versión original a la cansada prosaica de gran parte de la revisada". 

## Influencia

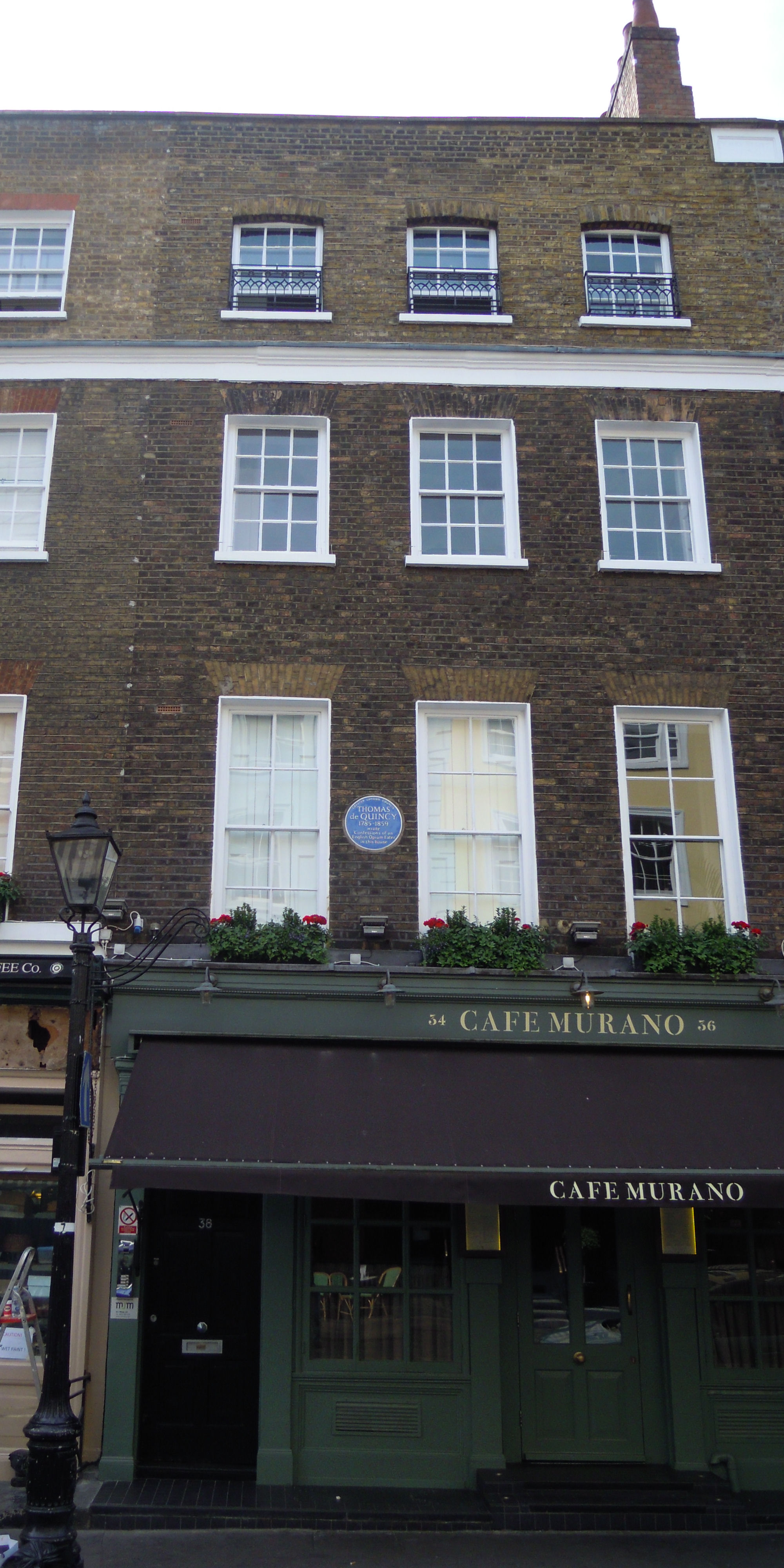
36 Tavistock Street en Covent Garden de Londres, donde De Quincey escribió Confesiones – fotografiado en 2019

Las Confesiones mantuvieron un lugar de primacía en la producción literaria de De Quincey y su reputación literaria desde su primera publicación; "Pasó por innumerables ediciones, con sólo intervalos ocasionales de unos pocos años, y fue a menudo traducida. Dado que hubo poco estudio sistemático de los narcóticos hasta mucho después de su muerte, el relato de De Quincey asumió un estatus de autoridad y de hecho dominó las opiniones científicas y públicas de los efectos del opio durante varias generaciones." 
Sin embargo, desde el momento de su publicación, las Confesiones de De Quincey fueron criticadas por presentar una imagen de la experiencia del opio demasiado positiva y demasiado atractiva para los lectores. Ya en 1823, se publicó una respuesta anónima, Consejos para los consumidores de opio, "para advertir a otros que no copiaran a De Quincey".  El temor a una imitación imprudente no era infundado: varios escritores ingleses (Francis Thompson, James Thomson, William Blair y quizás Branwell Brontë ) fueron llevados al consumo y la adicción al opio por el ejemplo literario de De Quincey. [cita requerida]
La traducción y adaptación de Charles Baudelaire de 1860, Les paradis artificiels, extendió aún más la influencia de la obra. Uno de los personajes del cuento de Sherlock Holmes El hombre del labio torcido (1891) es un adicto al opio que comenzó a experimentar con la droga cuando era estudiante después de leer las Confesiones . De Quincey intentó abordar este tipo de críticas. Cuando el original de 1821 se imprimió en forma de libro al año siguiente, añadió un apéndice sobre el proceso de retirada ; e insertó material importante sobre los aspectos médicos del opio en su revisión de 1856. 
De manera más general, las Confesiones de De Quincey influyeron en la psicología y la psicología anormal, y en las actitudes hacia los sueños y la literatura imaginativa.  Edgar Allan Poe elogió Confesiones por su "gloriosa imaginación, filosofía profunda y especulación aguda". 
La obra The Opium Eater de Andrew Dallmeyer se basó en Confesiones de un inglés Opium-Eater,  y ha sido publicada por Capercaillie Books .   En 1962, Vincent Price protagonizó el largometraje Confesiones de un comedor de opio, que era una reinvención de Confesiones de De Quincey del productor de Hollywood Albert Zugsmith .
En el documental de 1999 Tripping, que relata el autobús Furthur de Ken Kesey y su influencia, Malcolm McLaren se refiere al libro de De Quincey como la influencia de la Generación beat antes de que se escribiera el popular On the Road de Jack Kerouac . 
El libro ha sido parodiado en la serie Elder Scrolls con el libro Confessions of a Dunmer Skooma Eater, que apareció por primera vez en The Elder Scrolls III: Morrowind .